# My Struggle (The X-Files)
«My Struggle» es el primer episodio de la décima temporada de The X-Files. Escrito y dirigido por el creador de la serie, Chris Carter, se emitió el 24 de enero de 2016, y contó con las estrellas invitadas Joel McHale como Tad O'Malley y Annet Mahendru como Sveta.  
El programa se centra en agentes especiales del FBI que trabajan en casos paranormales sin resolver llamados expedientes X; esta temporada se centra en las investigaciones de Fox Mulder (David Duchovny) y Dana Scully (Gillian Anderson) tras su reincorporación al FBI. En este episodio, Mulder es contactado por Scully a instancias del subdirector del FBI, Walter Skinner (Mitch Pileggi), quien quiere que conozca a un locutor en línea de derecha llamado Tad O'Malley (McHale). O'Malley afirma que la idea de una invasión extraterrestre es solo una cortina de humo para los nefastos actos del gobierno, y afirma tener pruebas.
«My Struggle» debutó ante un público selecto en la Comic-Con de Nueva York de 2015, donde fue elogiada tanto por los fanáticos como por la crítica. Sin embargo, más cerca del estreno del episodio, las críticas previas al lanzamiento fueron mucho más críticas, entre otras cosas, con el uso excesivo de monólogos y las duras actuaciones del elenco. No obstante, el episodio fue un éxito de audiencia, siendo visto por 16,19 millones de espectadores; esto lo convirtió en el episodio más visto de The X-Files desde el episodio de la octava temporada «This Is Not Happening» en 2001. Además, cuando se tienen en cuenta el DVR y el streaming, «My Struggle» fue visto por 21,4 millones de espectadores.

## Argumento

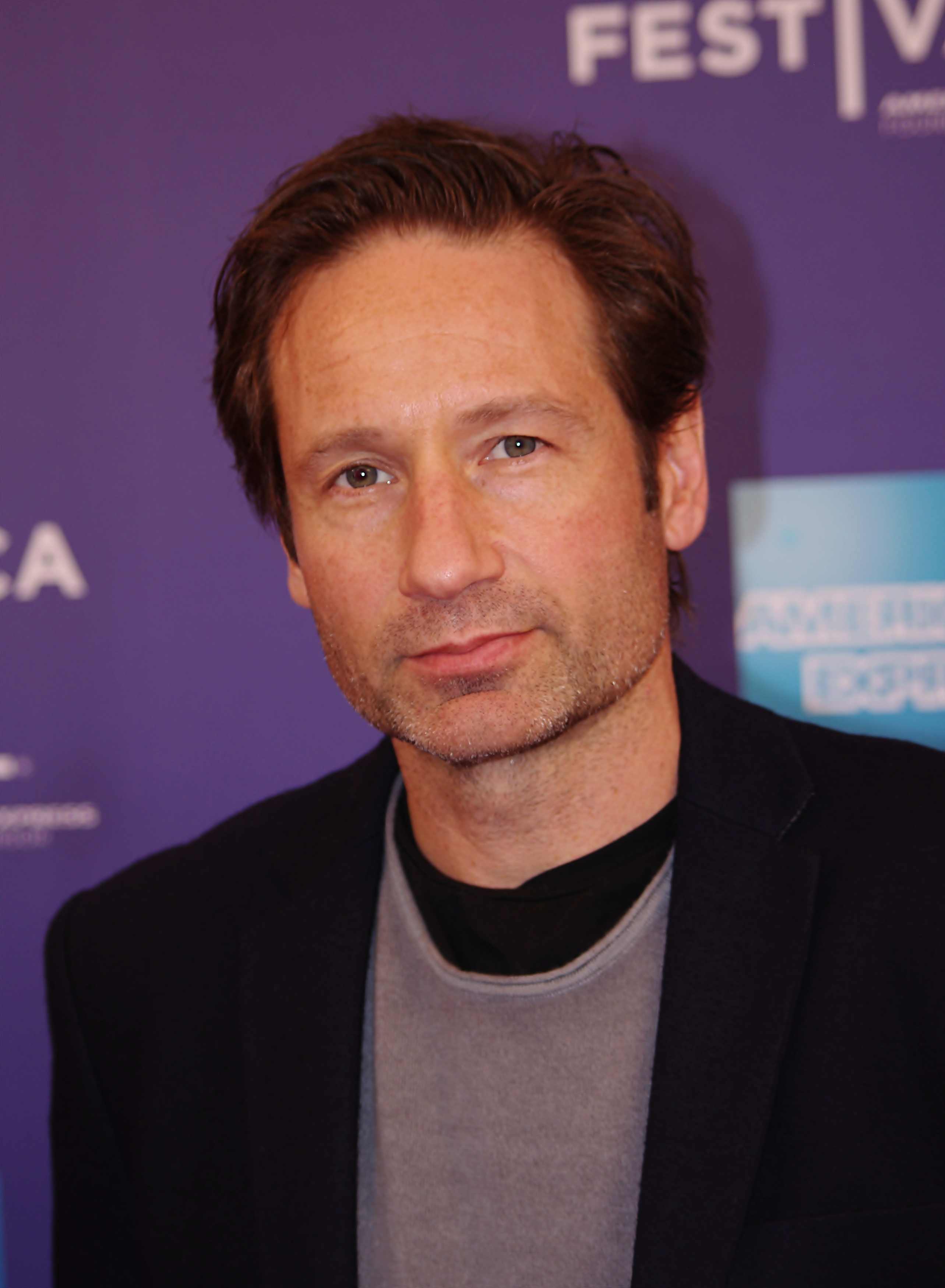
David Duchovny en el Festival de Cine de Tribeca 2011.

El episodio comienza con un monólogo de Fox Mulder (David Duchovny) que detalla eventos de la historia relacionados con extraterrestres, lo que lleva a su asociación con Dana Scully (Gillian Anderson) y sus investigaciones sobre los expedientes X. La siguiente escena tiene lugar en 1947, cuando un hombre de negro escolta a un médico anónimo en un autobús hasta el lugar donde se estrelló una nave espacial en el desierto de Nuevo México. Después de ver los restos del accidente con asombro, el médico encuentra un rastro de sangre que conduce a un ser herido, aparentemente un extraterrestre, que se aleja arrastrándose de la escena. A pesar de las súplicas del médico, los soldados disparan y matan al extraterrestre.
Pasando al presente, catorce años después del cierre de los expedientes X, Scully se pone en contacto con Mulder a instancias del subdirector del FBI, Walter Skinner, quien quiere que conozca a un locutor en línea de derecha llamado Tad O'Malley. Mulder y Scully se reúnen en Washington D. C., donde O'Malley los recoge en su limusina y los lleva a una granja remota en Low Moor, Virginia. En el interior, conocen a una joven llamada Sveta, que afirma tener recuerdos fragmentados de que le robaron sus fetos durante abducciones extraterrestres y poseer ADN extraterrestre, que Scully accede a examinar. O'Malley lleva a Mulder a un lugar secreto donde se aloja un avión triangular construido con tecnología extraterrestre. La nave se conoce como «ARV» o Réplica de vehículo extraterrestre.
Durante su examen médico, Sveta hace varias observaciones astutas que aluden a la tensa relación de Scully con Mulder, lo que hace que Scully se sienta incómoda. Cuando regresan los resultados de la prueba en la sangre de Sveta, Scully inmediatamente ordena que se vuelva a analizar la muestra. Mientras tanto, Mulder se encuentra con el ahora anciano médico del lugar del accidente de Nuevo México, un hombre al que conoce desde hace 10 años. Mulder le ofrece al médico una nueva teoría basada en el «ARV», los recuerdos de Sveta y las pistas pasadas del médico: Mulder ahora cree que la colonización y la invasión extraterrestre fueron un elaborado engaño para distraer la atención.
En cambio, Mulder piensa que fue una «conspiración de hombres» que han usado tecnología extraterrestre en humanos durante décadas, y estos eventos posteriormente se hicieron parecer como abducciones extraterrestres. Mulder describe una conspiración global que involucra el acaparamiento y la prueba de tecnología extraterrestre que se utilizará en algún momento futuro para organizar un ataque en Estados Unidos y eventualmente conquistar el mundo. El médico se refiere a la creencia anterior de Mulder en la colonización como «tonterías» y dice que Mulder ahora está cerca de la verdad, pero se niega a revelar el propósito detrás de las abducciones y las pruebas en sujetos humanos.
Luego de estas revelaciones, Mulder comparte su teoría con Scully de que la conspiración es un grupo armado con tecnología extraterrestre que intenta subvertir la democracia y asumir el poder sobre el mundo. Antes de que O'Malley pueda hacer públicas sus afirmaciones, su sitio web es clausurado, la nave «ARV» se destruye y sus científicos son asesinados por hombres fuertemente armados vestidos con uniformes militares y un ovni intercepta a Sveta mientras conduce. Ella intenta escapar pero muere cuando su automóvil es destruido en una explosión. Mulder y Scully se encuentran en un estacionamiento oscuro y Scully revela que la muestra de ADN nuevamente analizada de Sveta confirma que, de hecho, posee ADN extraterrestre; una prueba que Scully se ha realizado a sí misma ha revelado que ella también lo tiene. Mulder afirma que Sveta es la clave para exponer la conspiración y los responsables. Luego reciben una convocatoria urgente de Skinner pidiéndoles que se reúnan con él.
El episodio termina revelando que el fumador está vivo en la actualidad y recibe noticias por teléfono de que los expedientes X se han reabierto.

## Producción

### Escritura
Antes del rodaje, Carter explicó que tenía «ideas para todos [los personajes]» y que la serie se esforzará para contar historias frescas en un «muy nuevo entorno político». Carter adaptó la serie al clima político y social de Estados Unidos durante la presidencia de Barack Obama y afirmó que habría «muchas referencias a Edward Snowden, WikiLeaks y Julian Assange». Para los episodios de mitología de la nueva serie, de los cuales este es uno, Carter señaló que quería «hacer el mono» y «darle un giro y una torsión» a la mitología.

### Reparto

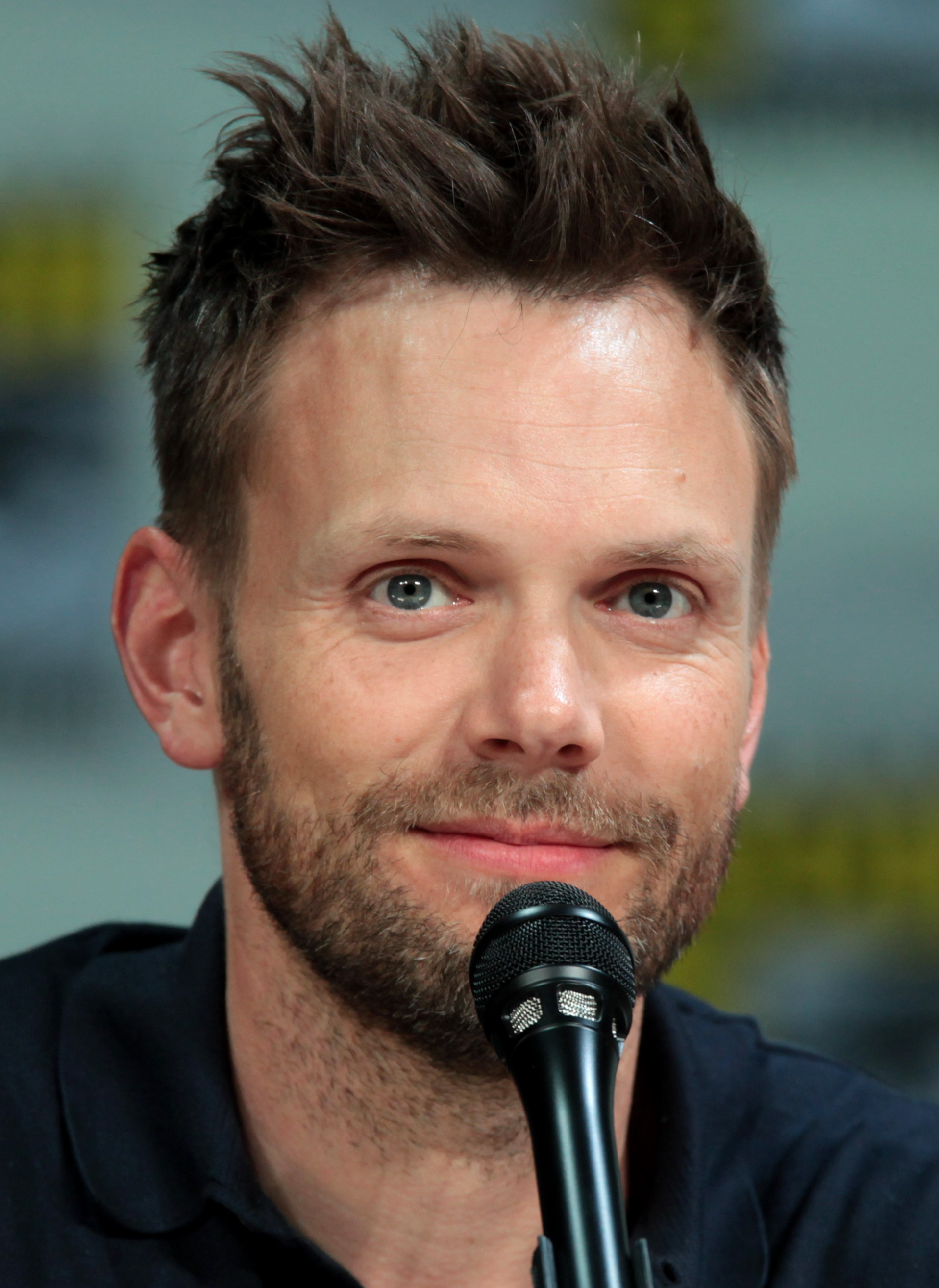
Joel McHale (fotografiado en 2014) fue elegido como estrella invitada después de su brindis de Barack Obama en la Cena de Corresponsales de la Casa Blanca de 2014.

Después de que se confirmó que tanto Duchovny como Anderson volverían a interpretar sus papeles como Mulder y Scully, se produjo una especulación generalizada sobre quién también regresaría. Al principio se descubrió que Mitch Pileggi, quien interpretó a Walter Skinner, y William B. Davis, quien interpretó al fumador, regresarían. Joel McHale fue anunciado como estrella invitada en junio de 2015, interpretando a Tad O'Malley, un presentador de noticias de Internet conservador que es un aliado poco probable de Mulder. Carter eligió a McHale después de su brindis de Barack Obama en la Cena de Corresponsales de la Casa Blanca de 2014. Hiro Kanagawa es la estrella invitada como un científico llamado Garner en este episodio. Kanagawa apareció previamente como dos personajes diferentes en episodios anteriores, como Peter Tanaka en el episodio de la segunda temporada «Firewalker» y como el Dr. Yonechi en el episodio de la cuarta temporada «Synchrony».

### Rodaje y efectos
Con «My Struggle», la serie regresó a Vancouver, Canadá para su rodaje. Esta fue la primera vez que la serie filmó un episodio en la ciudad desde el final de la quinta temporada «The End», que se emitió en 1998. La filmación del episodio comenzó el 8 de junio de 2015.
Debido a que la mayor parte del episodio se desarrolla en Washington D. C., el equipo trató de encontrar partes de Vancouver que pudieran «reproducir» con la ciudad antes mencionada. Ciertas tomas se modificaron digitalmente, y se agregaron tomas del Capitolio de los Estados Unidos y el Monumento a Washington en posproducción. Una de las escenas iniciales del episodio es una visualización dramática del supuesto accidente de Roswell que tuvo lugar en 1947. Mark Freeborn, el diseñador de producción de la serie, según Carter, «ideó un accidente ovni que era mucho más grande y mejor que el que yo jamás imaginé que sería». El director de arte Shannon Grover señaló que «todos querían ver [un] platillo volador clásico de la década de 1950» utilizado en la escena. Además de una escena que presenta una versión generada por computadora de un platillo estrellándose, el equipo de producción también creó un falso platillo destrozado que tenía alrededor de 15 metros (49,2 pies) de diámetro.

## Recepción

### Audiencia
«My Struggle» debutó el 24 de enero de 2016 y fue visto por 16,19 millones de espectadores. Obtuvo una calificación Nielsen de 6,1 en el grupo demográfico de 18 a 49 años (Nielsen ratings son sistemas de medición de audiencia que determinan el tamaño de la audiencia y la composición de la programación televisiva en los Estados Unidos), lo que significa que el episodio fue visto por 6,1 por ciento de todas las personas de 18 a 49 años que estaban viendo televisión en el momento de la emisión del episodio. En términos de espectadores, esto convirtió a «My Struggle» en el estreno con mayor audiencia desde el estreno de la séptima temporada «The Sixth Extinction» en 1999, que fue visto por 17,82 millones de personas, así como el episodio más visto de The X-Files desde el episodio de la octava temporada «This Is Not Happening» en 2001, que fue visto por 16,9 millones de espectadores. Cuando se tienen en cuenta el DVR y el streaming, «My Struggle» fue visto por 21,4 millones de espectadores, con una calificación de Nielsen de 7,1; esto lo puso a la par con la audiencia promedio de la quinta temporada altamente calificada del programa.

### Reseñas
El episodio se estrenó ante un público selecto en la Comic-Con de Nueva York de 2015 y la recepción de la crítica fue en su mayoría positiva. Sadie Gennis de TV Guide escribió: «El episodio establece de inmediato que no se trata de un reinicio ni de un mero robo de efectivo, sino de una continuación reflexiva de la querida franquicia». Chris Eggerstein de HitFix escribió que el tono del renacimiento recordaba mucho a la ejecución original del programa y que «si eras fanático del antiguo X-Files, probablemente te gustará el nuevo X-Files». Jane Mulkerrins de The Telegraph llamó al debut «fresco» y «uno de los aspectos más destacados» de la convención. Además, señaló que el estreno fue popular entre los fanáticos, quienes recibieron el episodio con una ovación de pie.
Sin embargo, las reseñas previas al lanzamiento de «My Struggle» publicadas después de la Comic-Con de Nueva York fueron más críticas. Brian Lowry, de la revista Variety, repudió el episodio de apertura y escribió: «Es simplemente difícil escapar del malestar predominante de que se trata de un ejercicio impulsado por acuerdos, una oportunidad de sacar provecho del reconocimiento del nombre del título en un formato que mitigó el compromiso de tiempo para todos los interesados». Del mismo modo, Tim Goodman, escribiendo para The Hollywood Reporter, describió el estreno como «una hora muy decepcionante que obligará incluso a los fanáticos acérrimos [...] a considerar si realmente vale la pena seguir adelante». Darren Franich de Entertainment Weekly otorgó al episodio una «C−», calificándolo como «uno de los episodios más extraños de la historia» debido a que presenta «un aluvión de paranoia de frases pegajosas y antifilosofía cripto-randiana de la crisis de la mediana edad». Brian Tallerico de RogerEbert.com calificó el episodio de «tercamente anacrónico» y comparó desfavorablemente el tono con el de la película de 2008, The X-Files: I Want to Believe. Alex McCown de The A.V. Club se burló en gran medida de «My Struggle», y escribió que «se complace en todas las peores tendencias [de escritura] de [Chris Carter]». Fue particularmente crítico con los monólogos expositivos del episodio. En última instancia, escribió que «el primer episodio demuestra algunas de las tendencias más débiles de The X-Files, aunque posee un encanto cursi, que proviene de fingir que los últimos 15 años de televisión nunca sucedieron». Después de que se emitió el episodio, el escritor de The A.V. Club Zack Handlen, otorgó al episodio una «C+» y lo llamó «un desastre. Pero es un desastre limpio, si eso tiene sentido, uno que al menos muestra la cortesía de cauterizar la mayoría de sus cabos sueltos a medida que avanza». A pesar de argumentar que el episodio tuvo sus fallas, concluyó que «sigue interesado en ver qué sucede después».
Matt Fowler de IGN le otorgó un 7,2 sobre 10, lo que denota un episodio «bueno». Fowler escribió positivamente sobre la actuación de Mahendru como Sveta y también aplaudió el enfoque en la conspiración y el final del episodio. Sin embargo, lo criticó por tener un «tono aburrido y desinteresado». David Zurawik de The Baltimore Sun escribió positivamente sobre el episodio, aplaudiendo el programa por explorar el lado más oscuro de la política estadounidense; señaló que el episodio «tiene una rica textura en el sentido de la oscuridad en el corazón de la vida política secreta de Estados Unidos [...] Me encantan las piedras de toque culturales oscuras que explora esta serie. Pero ese soy yo. Llévame al río y báñame en nuestros actos nacionales más oscuros».